# 원산국제친선항공축전
원산 국제친선 항공축전 (Wonsan International Friendship Air Festival), 또는 원산 항공 축제는 2016년 9월 북한 강원도 원산시의 갈마비행장에서 처음 개최된 에어쇼다.

## 2016년
원산국제친선항공축전-16이라는 행사 이름으로 시작되었다. 2016년 대회에서 조선인민군 공군 소속 Su-25, MiG-21, MiG-29 전투기 등 다수의 항공기를 선보였다. 또한 북한의 국적 항공사인 고려항공의 Tu-134, Tu-154, An-24, Il-62, Il-76 항공기도 참가했다. 약 10,000~15,000명의 현지 관중과 다수의 국제기자, 약 200명의 국제 항공기 스포팅을 취미로 가진 사람들이 에어쇼를 관람했다.

## 2017년
원산국제친선항공축전-17이라는 이름과 함께, 처음에는 2년마다 에어쇼를 개최할 계획이었지만, 2017년 3월에 북한 당국은 2017년 9월 23일부터 24일까지 두 번째 에어쇼를 개최한다고 발표했다. 특히 두 번째 행사에서는 기존에 나오지 않았던MiG-23 전투기가 등장할 것이라는 소식이 전해졌다. 그러나 행사를 한 달 남기고 에어쇼는 "지정학적 이유"로 인해서 취소되었다.

## 참가 비행기

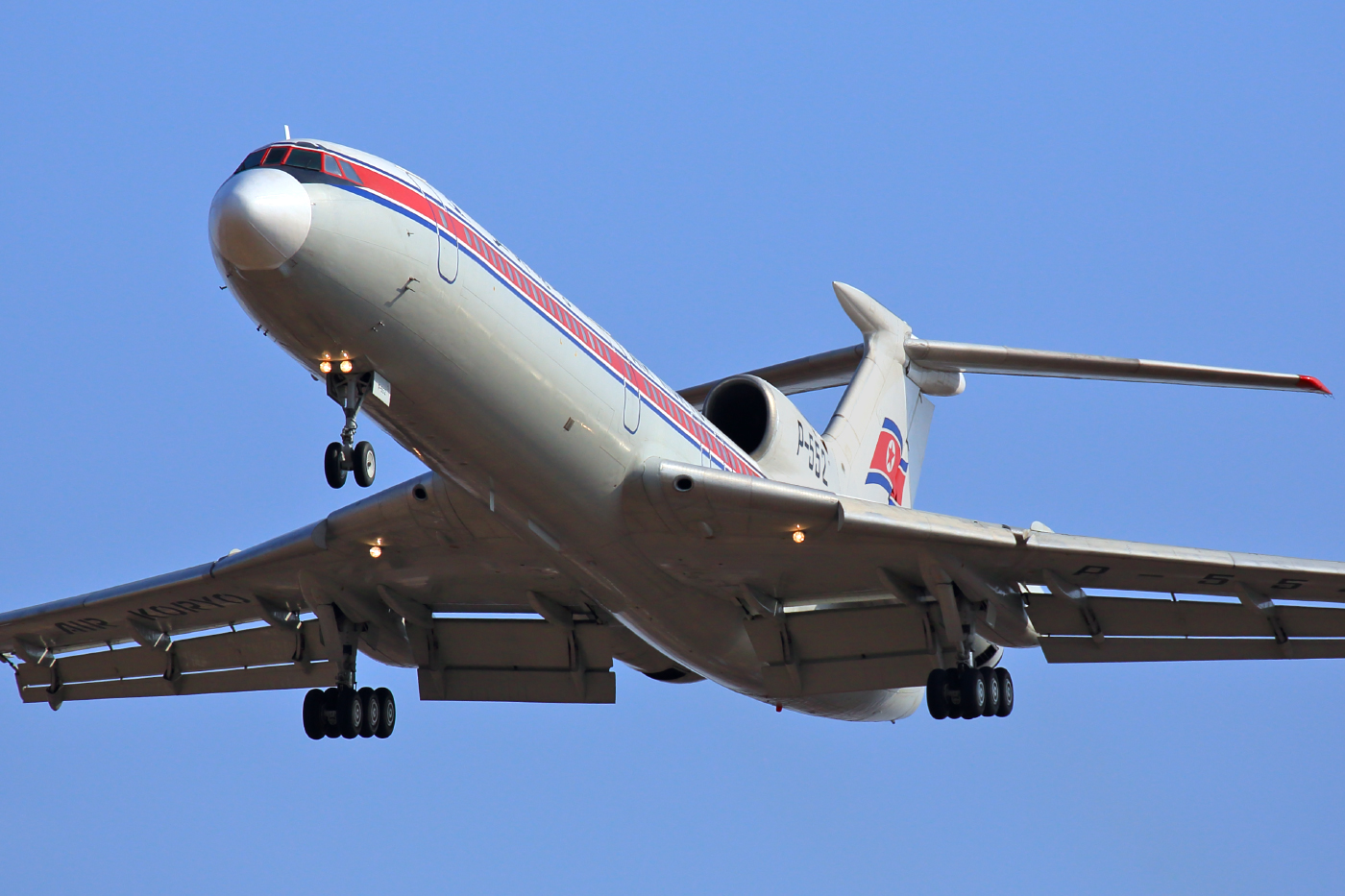
투폴레프 Tu-154
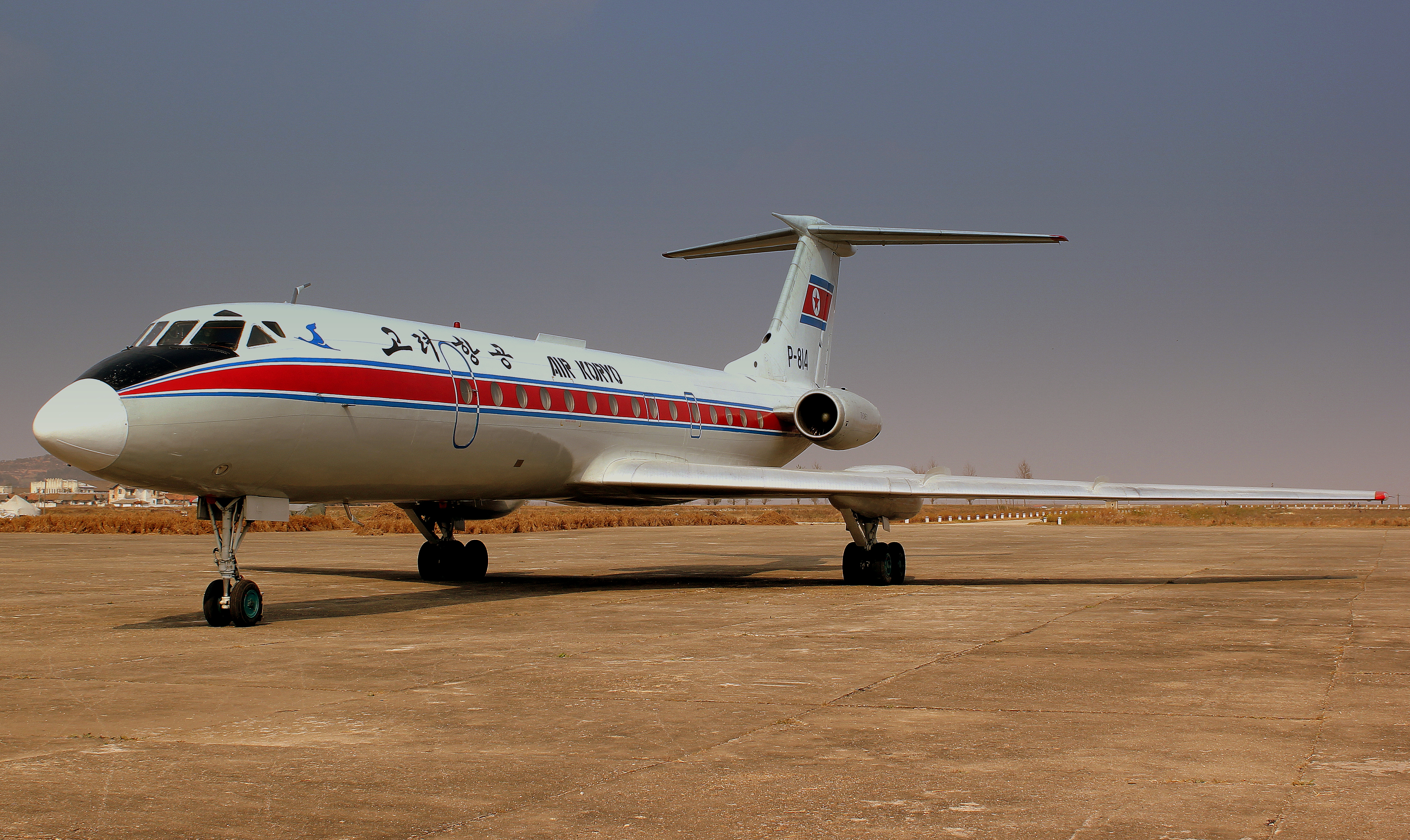
투폴레프 Tu-134
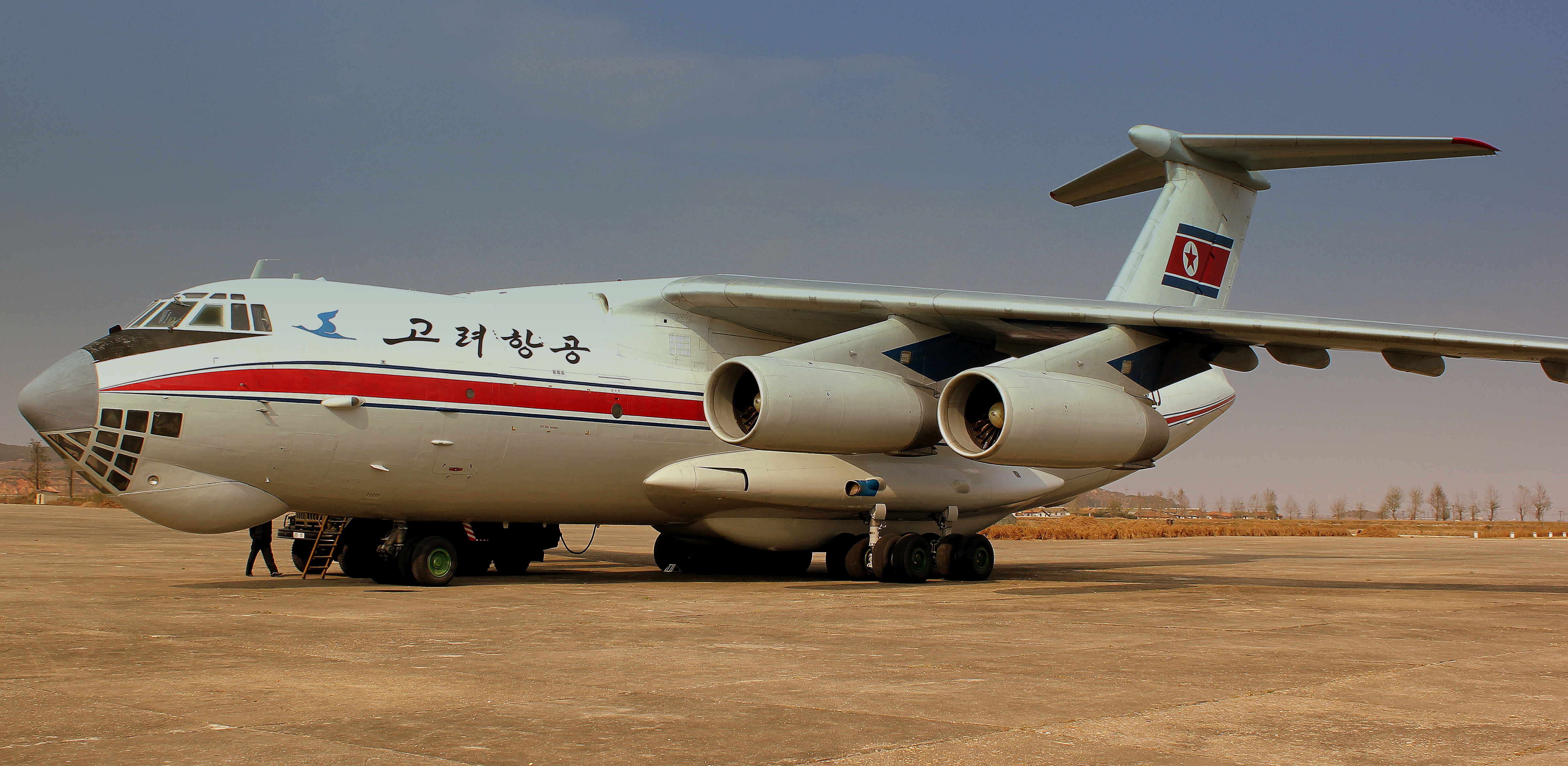
일류신 Il-76
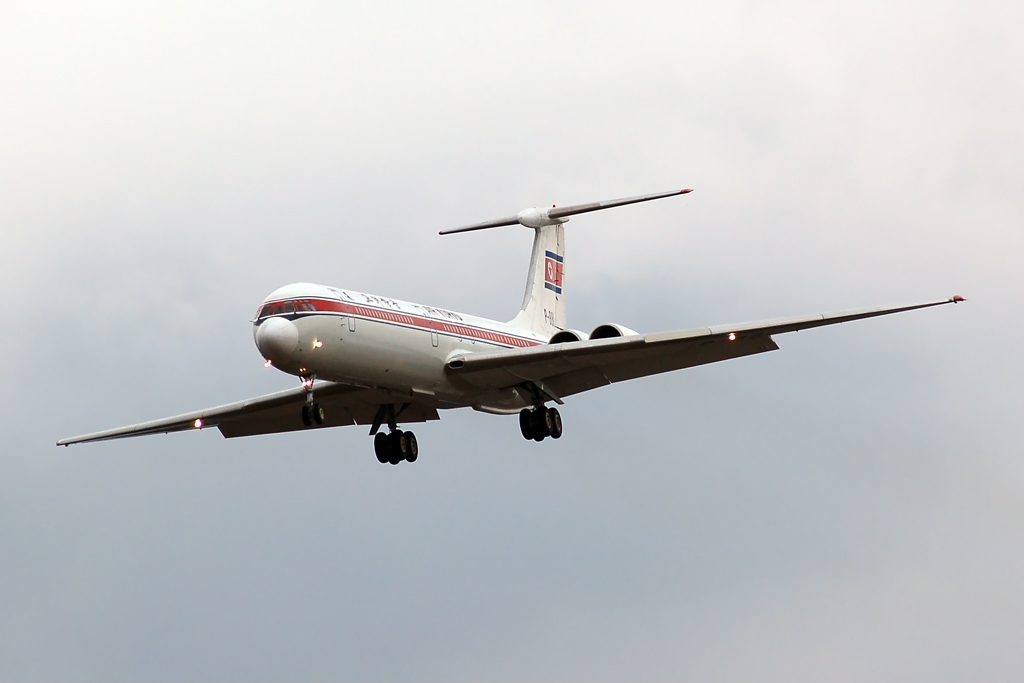
일류신 Il-62
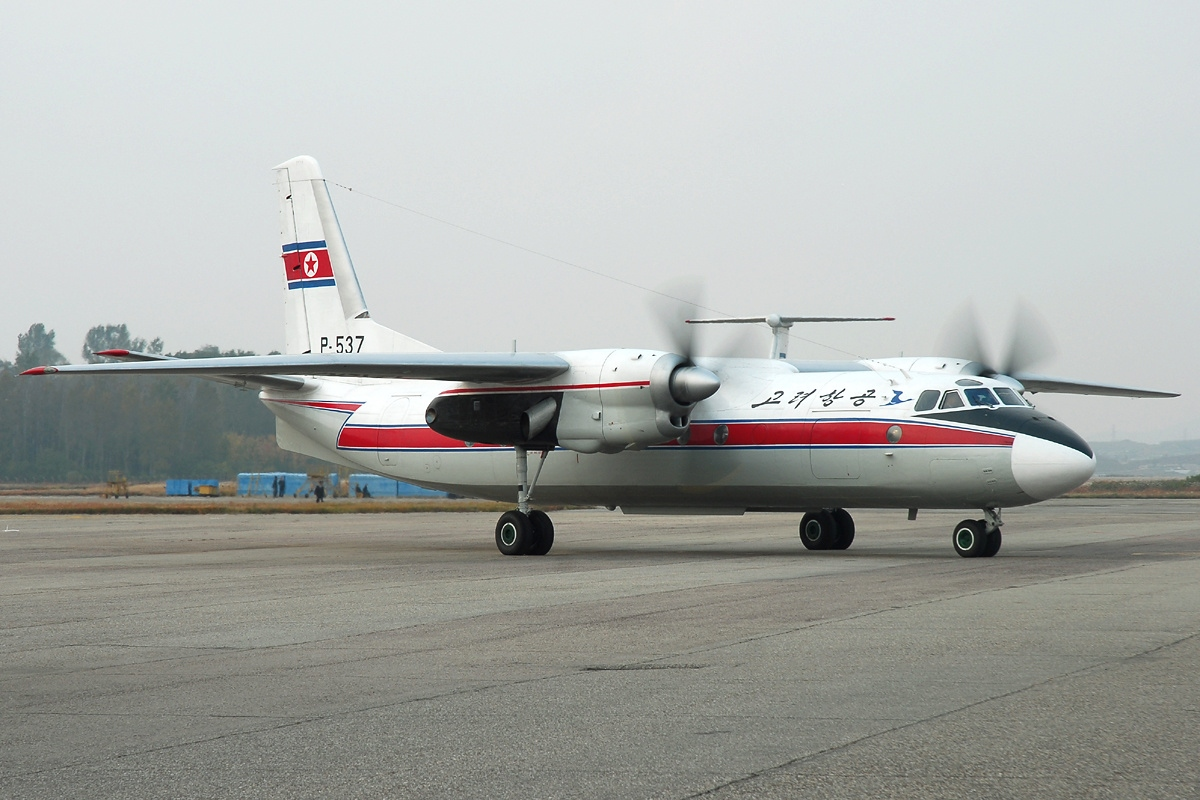
안토노브 An-24
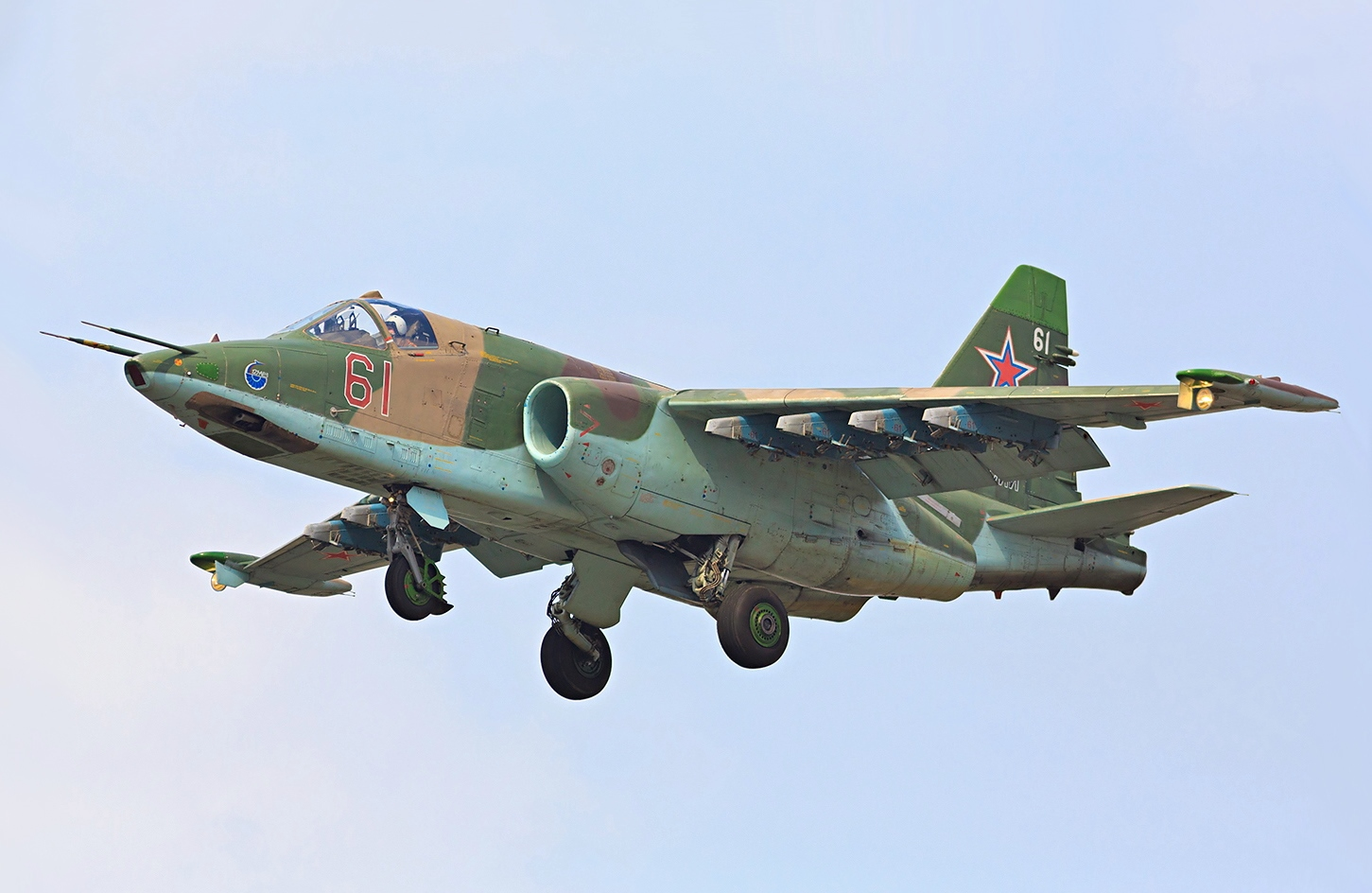
수호이-25
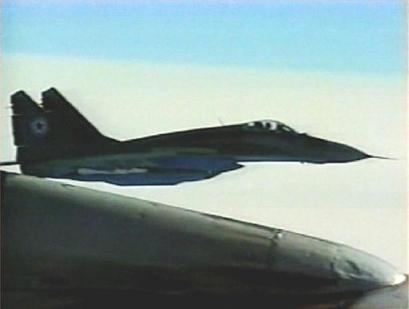
미그-29
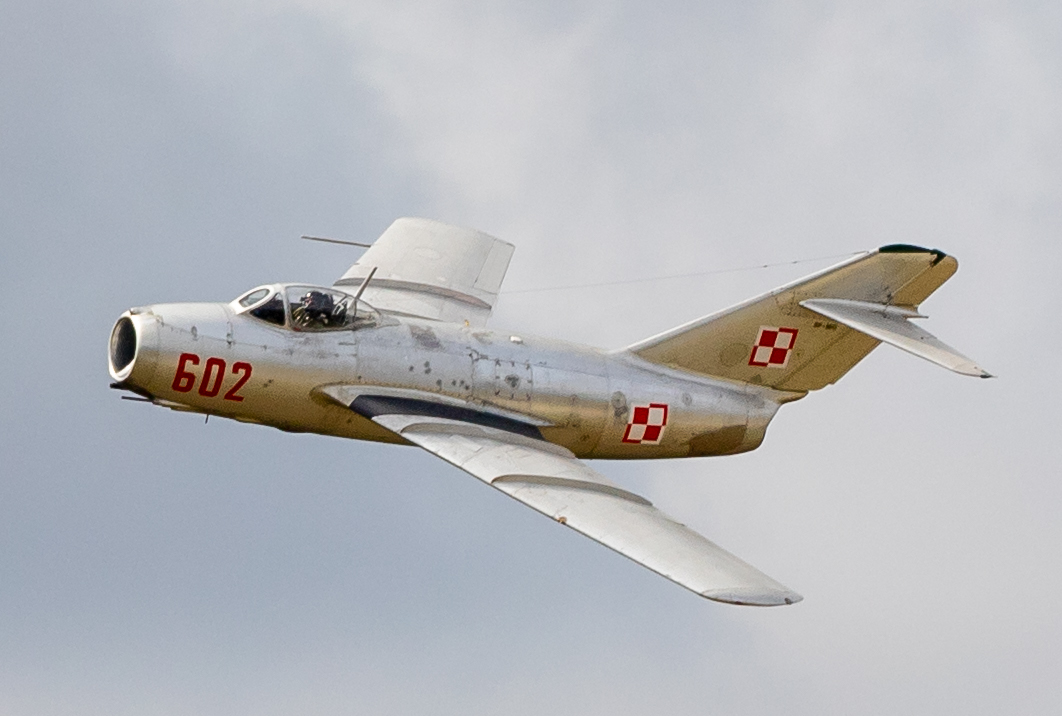
미그-15
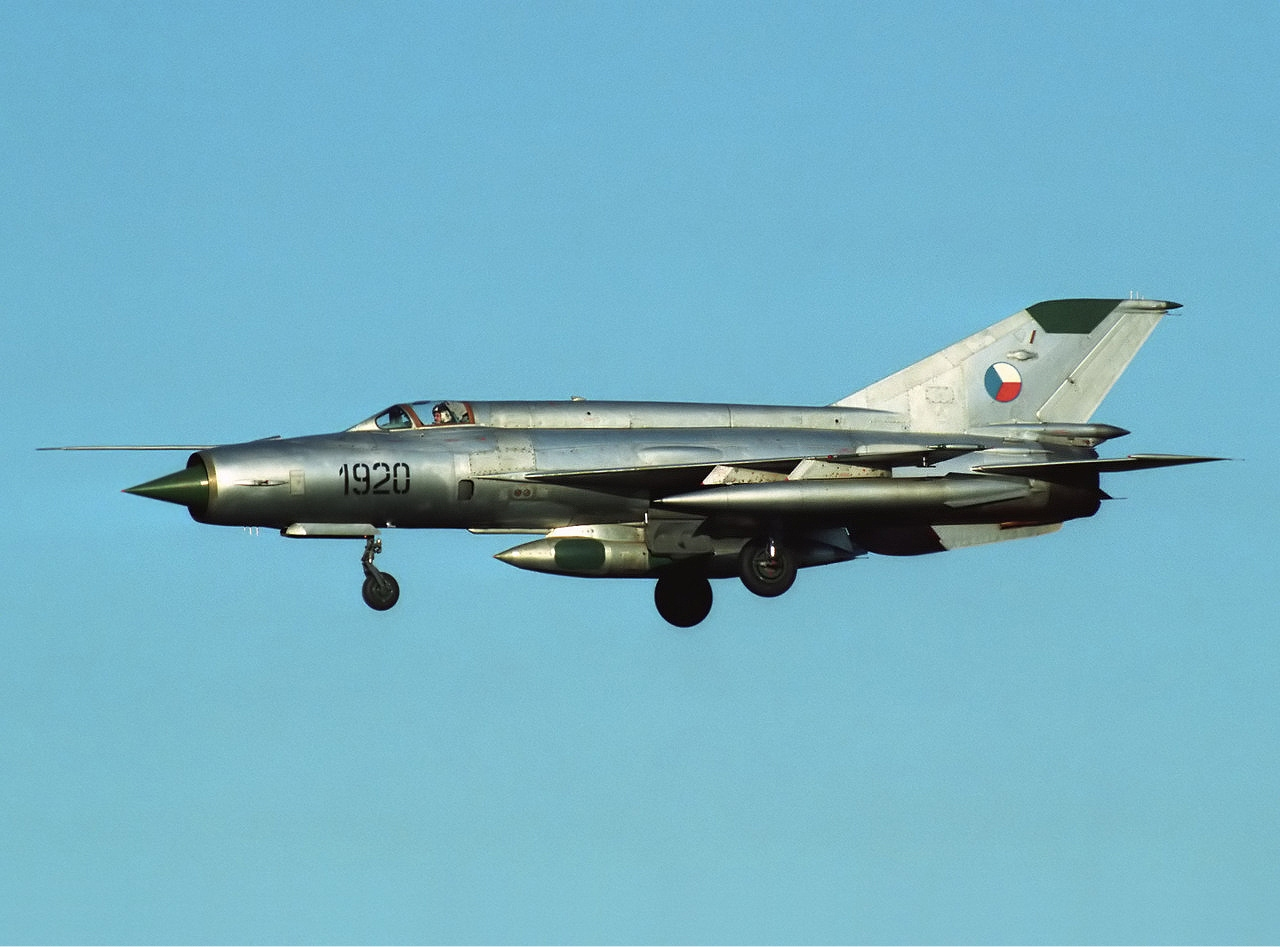
미그-21
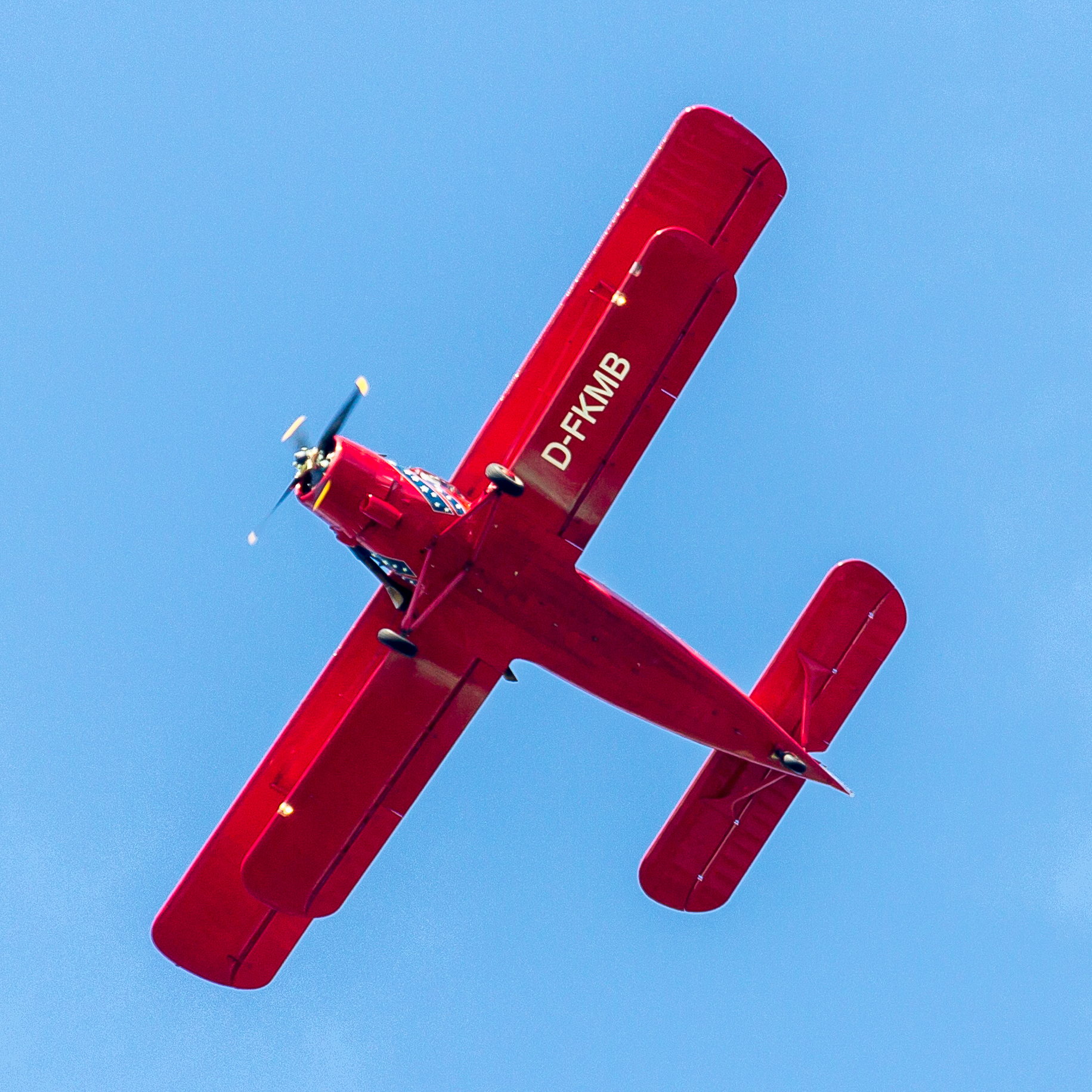
An-2
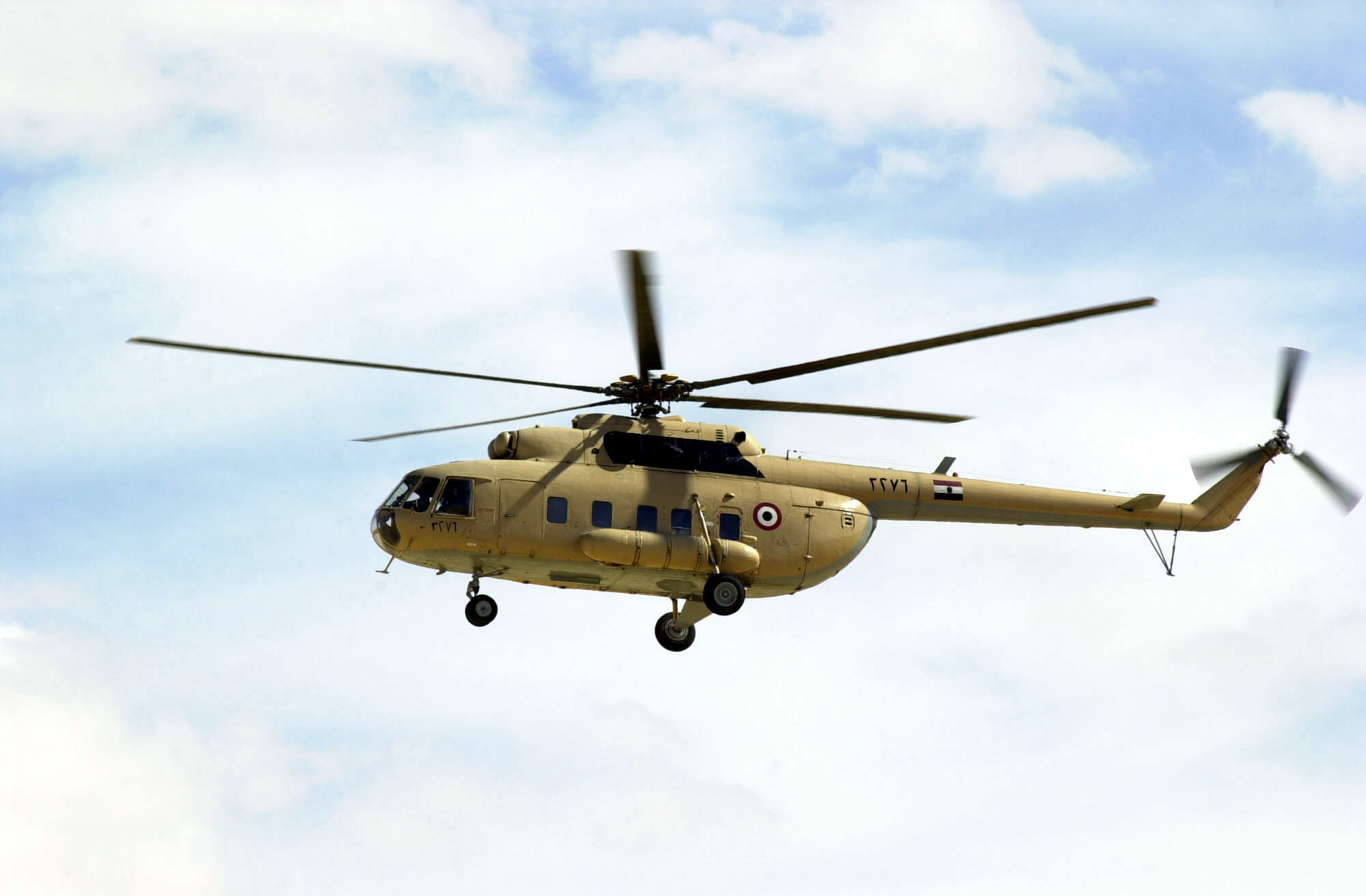
Mil-8
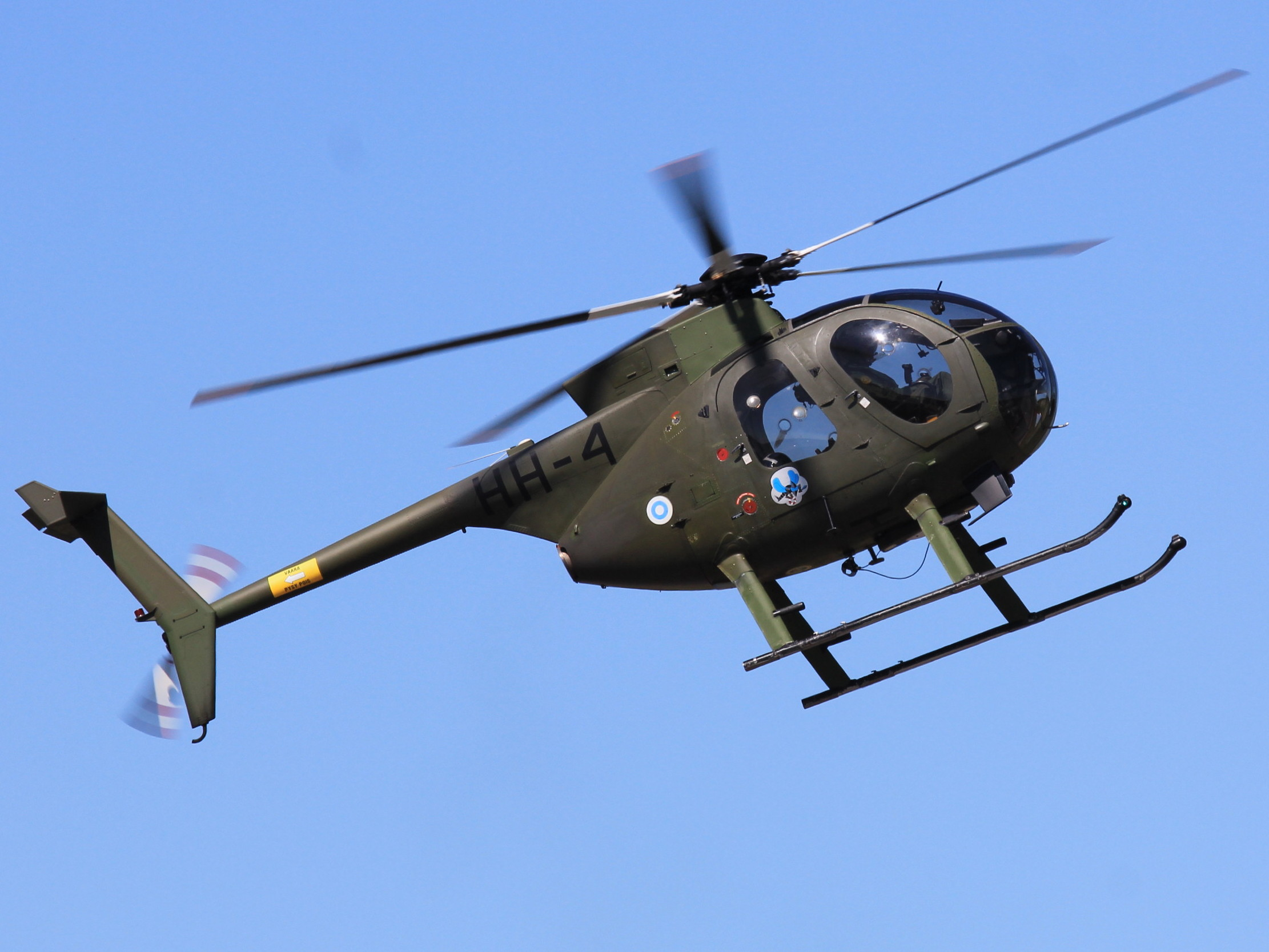
Hughes MD500

## 같이 보기
- 에어쇼
- 원산시
- 갈마비행장